# Geodesi

Geodesi underlättar framställandet av topografiska kartor, som denna över ön Hawaii.

Geodesi (från grekiska geo = jord och daiein = att dela), handlar om att bestämma jordens figur och storlek, punkters läge på jordytan, deras höjd över havet och tyngdkraftsvärde. Även tyngdkraftsfältets struktur och geoidbestämning hör till geodesin. En forskare inom geodesi kallas geodet.

## Metod
Vetenskapens olikartade uppgifter, förbundna med växlande anspråk på noggrannhet, motsvaras av mångfaldiga metoder och hjälpmedel för mätning, beräkning och avbildning. Den geodetiska vetenskapens olika delar är grundade på matematiska och fysikaliska teorier. Särskilt minsta kvadratmetoden är av genomgripande betydelse.
För ett mindre område används mätningar som nivellering, trigonometrisk mätning, fotogrammetrisk mätning och mätningar med GPS. För framställning av kartverk för hela statsområden utförs mera omfattande arbeten. Ofta bildar triangulering en stomme för de andra nämnda mätningarna. Ett triangelnät består av en följd av intill varandra fogade trianglar, vilkas sidor bildar fria syftlinjer. Vinklarna mellan dessa syftlinjer mäts direkt med en teodolit. Efter att med ha mätt upp längden på en av sidorna – basen – använder man sedan de uppmätta vinklarna för att med hjälp av trigonometri beräkna de övriga sidornas längder. Vid triangulering av första ordningen är triangelsidorna flera kilometer långa. Basmätningen förläggs till gynnsam terräng, och utförs med för ändamålet särskilt konstruerade apparater, med stor precision. Med hjälp av trianguleringen kan man genom vinkelmätning bestämma avstånden mellan de oftast högt belägna triangelpunkterna, i sådan mark och på sådana avstånd, där direkt längdmätning inte är praktiskt genomförbar. Dessa triangelnät av första ordningen bildar den fasta stommen för ett lands uppmätning, och uppmätningen förfinas sedan med inkoppling av nät av andra, tredje och så vidare ordningen, med kortare sidor och där mätningsinstrumenten är av enklare slag. Man använder också andra så kallade trigonometriska mätningsmetoder, särskilt polygonmätning.
Gradmätning är en kombination av triangulering och astronomiska ortbestämningar, där avsikten är att bestämma jordens matematiska figur, dess form och storlek. Jordens matematiska figur, den så kallade geoiden, kan anges som världshavens medelvattenyta och dennas tänkta fortsättning under fastlanden. Den kan liknas vid en något avplattad rotationsellipsoid. Genom astronomiska bestämningar fastställs riktningen av lodlinjen i observationspunkten. Förenas nu två sådana punkter med ett triangelnät, som bestämmer avståndet mellan dem, får man de bestämningsstycken som gradmätningen använder för att geometriskt beskriva jordytan.
Genom ytterst känsliga seismometrar – så kallade horisontalpendlar – har dessutom konstaterats att jorden under inverkan av månens och solens dragningskraft genomgår en elastisk formändring, tidjord, som liknar tidvattensfenomenet. Geodesins mätningar lämnar för övrigt underlag för studiet av massfördelningen i jordens inre.

## Historia
Gradmätningens huvudprincip är använd så tidigt som omkring 200 f.Kr. av Eratosthenes, som bestämde jordklotets storlek genom att mäta avståndet mellan två punkter (Syene och Alexandria) och vinkeln mellan lodlinjerna i dessa punkter (polhöjdsskillnaden). Av särskilt intresse för Sverige är: Maupertuis gradmätning i Lappland 1736–37; Jöns Svanbergs komplettering och utvidgning av samma mätning 1801–03; den på mitten av 1800-talet uppmätta Struves meridianbåge genom Ryssland och Finland, utefter Sveriges nordöstra landgräns och upp till Hammerfest, varvid Nils Haqvin Selander och Georg Lindhagen medverkade; de 1805 inledda karttrianguleringsarbetena i Sverige, varvid Per Gustaf Rosén fann märkliga lodavvikelser; samt den 1902 avslutade svensk-ryska gradmätningsexpeditionen på Svalbard.

## Geodesi i Sverige
I Sverige praktiseras geodesin i Stockholm (KTH), i Göteborg (Chalmers, Onsala rymdobservatorium) och i Gävle (Lantmäteriet, Mårtsboobservatoriet och Högskolan i Gävle), och relaterade studier vid Lunds universitet, Uppsala universitet, Karlstads universitet  och i Trollhättan.